# William D. Porter
William David Porter  (10. marts 1808 – 1. maj 1864) var en flagofficer i De Forenede Staters flåde. Han var søn af flådeofficeren David Porter (1780–1843) og bror til admiral David Dixon Porter (1813–1891).

## Tidlige karriere
Porter blev født den 10. marts 1808 i New Orleans. Han tilbragte en stor del af sin barndom i Chester i Pennsylvania. Efter tidligt og uden held at have forsøgt at stikke af til søs på sin onkel John Porters linjeskib Franklin påmønstrede han Franklin som 12-årig. 
Porter blev udnævnt til kadet den 1. januar 1823, og 11 år senere blev han løjtnant. Fra 1838 til 1840 gjorde han tjeneste som fyrinspektør på kyststrækningen mellem Norfolk i Virginia og New York. Derefter gjorde han tjeneste på flådeværftet i Washington D.C. som udrustningsofficer. I forbindelse hermed blev han interesseret i udviklingen af en eksplosiv granat, som kunne anvendes til søs. Efter sin tid i Washington brugte Porter de næste 10 år på at overvåge udrustningen af nye skibe til flåden, på at kommandere forsyningsskibe og på at levere post og forsyninger til flådeenheder i udlandet.  
Efter at have været pensioneret mellem 1855 og 1859 blev han hentet tilbage til aktiv tjeneste og tog kommando over USS St. Mary's. I denne kanonbåd patruljerede han på Stillehavskysten ud for Mexico og Centralamerika og beskyttede amerikanske interesser.

## Borgerkrigen
Udbruddet af den amerikanske borgerkrig betød, at St. Mary's blev kaldt tilbage til sin base i Californien. I sommeren 1861 blev Porter beordret til Washington D.C. I efteråret 1861 blev han tildelt særlig tjeneste i St. Louis med at etablere en eskadre på Mississippi-floden til at tage kontrol med Mississippi-floden og dens bifloder og gøre dem anvendelige for Unionen. Den 3. oktober blev han givet kommandoen over en færge, som var blevet omdannet til kanonbåd, New Era. Tjenestegørende under kommandørkaptajn Andrew Hull Foote patruljerede han på Cumberlandfloden og holdt øje med de voksende forsvarsværker, som Sydstaterne byggede langs floden. 
I november sejlede han sit skib til St. Louis til reparation, og da skibet kom tilbage til Cairo havde det fået et nyt navn: USS Essex til ære for den fregat, som hans far havde gjort tjeneste på under krigen i 1812.
Mellem januar og august 1862 sejlede Porter tappert op og ned ad Mississippi-floden. Den 10. januar angreb USS Essex og USS St. Louis tre kanonbåde fra Sydstaterne og tvang dem til at trække sig tilbage, til de var beskyttet af Sydstaternes kystbatterier. De to kanonbåde gentog successen tre dage senere og opnåede at beskadige deres modstandere. Kun kanonbatterier på land forhindrede, at de tre dampskibe blev erobret.  
Den 6. februar var Essex med resten af Footes kanonbåde med i Slaget ved Fort Henry. Porters skib, som var nr. 2 i linjen, udholdt kraftig ild fra batterier i land og modtog mindst 15 direkte træffere. Omkring en halv time inde i kampen fik Essex en 32-punds kugle igennem boven. Den gennemborede dampkedlen, og 28 mænd blev alvorlig skoldet. Porter – som blev både skoldet og blindet, fortsatte med at styre skibet, indtil slaget var ovre. 
Selv om han stadig var hæmmet af sine kvæstelser, styrede Porter den omfattende reparation og renovering af Essex fra sin sygeseng. Samtidig overvågede han konstruktionen af to nye krigsskibe, panserskibene USS Lafayette og USS Choctaw.  
Porter afsluttede renoveringen af Essex i St. Louis i juli og stødte til Den vestlige Flotille ved Vicksburg senere samme måned. Ved daggry den 22. juli sejlede Porter ud for at møde Sydstaternes pansrede rambukskib, CSS Arkansas, som for nylig havde forladt sit fristed i Yazoo-floden for at søge større sikkerhed i dække af Vicksburgs kystbatterier. I selskab med den let ombyggede flodbåd Queen of the West nærmede Essex sig Sydstaternes krigsskib. Imens blev de heftigt beskudt af kystbatterier. Til sidst ramte Essex Arkansas, men i en skæv vinkel, så de gled forbi hinanden, og Essex løb på grund parallelt med sin modstander. Porter arbejdede rasende på at få sit skib fri af grunden, og efter megen besvær lykkedes det ham at trække sig tilbage med Queen of the West lige bagefter.
Da Essex kun havde fået mindre skader, blev Porter i farvandet og afpatruljerede den nedre del af Mississippi-floden mellem Vicksburg og Baton Rouge. Den 5. august hjalp hans skib og USS Sumter til med at afværge et angreb fra sydstatshæren på Baton Rouge. Den følgende morgen sejlede han nordpå for igen at angribe CSS Arkansas. Han fandt sit bytte i et sving på floden, tæt på land. Under det efterfølgende bombardement anvendte Porter de brandgranater, som han selv havde opfundet. Efter ca. 20 minutters beskydning brød Arkansas i flammer og sprang snart efter i luften. Beviser tyder på, at besætningen selv startede ilden for at undgå, at skibet blev erobret. Uanset dette spillede Porters indsats en stor rolle i skibets ødelæggelse. Kongressen anerkendte Porter og hans skibs indsats i juni 1864, hvor de tilkendte Essex $ 25.000 i prisepenge. 
Porters sidste sidste slag var i september 1862, da Essex gennemførte et bombardement af Natchez i Mississippi og duellerede med kystbatterier ved Port Hudson. Senere på måneden vendte han tilbage til New Orleans, hvor der ventede ham nye ordrer. Forfremmet til commodore – kommandørkaptajn – blev han tildelt tjeneste i New York. Der varetog han forskellige opgaver, indtil han blev indlagt på hospital i april 1864. Den første maj døde Porter af en hjertelidelse på St. Luke's Hospital i New York City. Selv om han i første omgang blev begravet på Greenwood Cemetery i New York, blev han i juni flyttet til Philadelphia og begravet ved siden af sin berømte fader. 